# Branchinecta paludosa
Branchinecta paludosa är en kräftdjursart som först beskrevs av Otto Friedrich Müller 1788.  Branchinecta paludosa ingår i släktet Branchinecta och familjen Branchinectidae. Enligt den svenska rödlistan är arten nära hotad i Sverige. Arten förekommer i Nedre Norrland och Övre Norrland. Artens livsmiljö är våtmarker, sjöar och vattendrag, fjäll.

## Underarter
Arten delas in i följande underarter:
- B. p. tjanshanica
- B. p. paludosa

## Bildgalleri

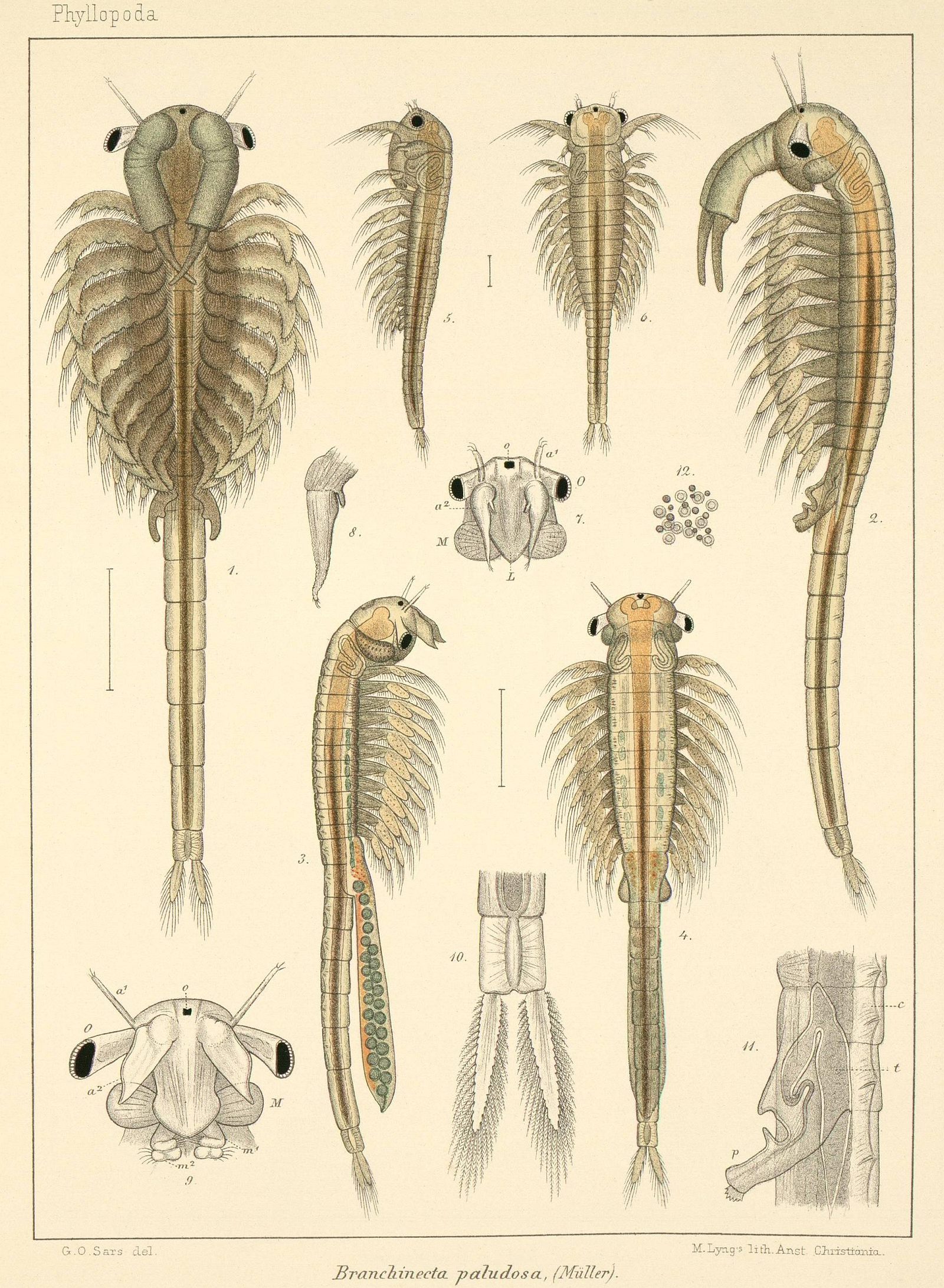